# یواس‌آرسی مکیناک (۱۹۰۳)
یواس‌آرسی مکیناک (۱۹۰۳) (به انگلیسی: USRC Mackinac (1903)) یک کشتی است که طول آن ۱۱۰ فوت (۳۴ متر) می‌باشد. این کشتی در سال ۱۹۰۲ ساخته شد.